# František Julián von Braida
Mons. František Julián hrabě Braida (7. března 1654, Znojmo – 15. května 1729, Olomouc) byl kanovníkem olomouckým a vratislavským, který byl roku 1703 jmenován titulárním biskupem hipponským a světícím biskupem olomouckým.